# Bourdin (Indre)
Der Bourdin ist ein kleiner Fluss im Zentrum von Frankreich, der im Département Indre-et-Loire der Region Centre-Val de Loire südlich der Stadt Tours verläuft.

## Geografie

### Verlauf
Der Bourdin entspringt im westlichen Gemeindegebiet von Louans, knapp an der Grenze zur benachbarten Gemeinde Saint-Branchs, entwässert generell in nördlicher Richtung und mündet nach rund 15 Kilometern an der Gemeindegrenze von Veigné und Montbazon als linker Nebenfluss in einen Seitenarm der Indre.

### Orte am Fluss
(Reihenfolge in Fließrichtung)
- Louans
- La Bresardière, Gemeinde Saint-Branchs
- Sorigny
- Villeprée, Gemeinde Saint-Branchs
- Sardelle, Gemeinde Veigné
- Bazonneau, Gemeinde Montbazon